# 聶遠
聶遠（ニエ・ユエン 英語名Nie Yuan、1978年3月17日 - ）は、中国貴州省鎮遠出身（本籍は山東省）の俳優。身長179cm、体重65kg、血液型はO型、午年、星座は魚座。2000年に上海戯劇学院表演系卒。

## 出演作品

### テレビドラマ
- 雪山飛狐（2007年）
- 貞観長歌（2007年、日本未公開）李恪役
- 三国志 Three Kingdoms（2010年）趙雲子龍役
- 新西遊記（2011年）玄奘三蔵役
- 皇后の記（2015年）ホンタイジ役
- 瓔珞〜紫禁城に燃ゆる逆襲の王妃〜（2018年）乾隆帝役
- コウラン伝 始皇帝の母（2019年）呂不韋役
- 金枝玉葉 〜新たな王妃となりし者〜（2019年）
- 風起隴西＜ふうきろうせい＞-SPY of Three Kingdoms-（2022年）
- 伝家（2022年）

### 映画
- （凶宅幽霊）（2002年）
- （短信一月追）（2004年）
- （芳香之旅）（2005年）
- （阿宝的故事）（2005年）
- （臥虎）（2006年）
- （東方海盗傳奇）（2006年）
- （大愛無垠）（2007年）
- 女人本色（女人本色）（2007年）
- （愛情左灯右行）（2008年）
- 三国志英傑伝 関羽（関雲長）（2011年）韓福役
- 赤い星の生まれ（建党偉業）（2011年）2011日本・中国映画週間で上映
- 項羽と劉邦 鴻門の会（王的盛宴）（2011年）項荘役
- ブレイド・マスター（繍春刀）（2014年）
- 追跡（追・踪）（2017年）
- 奪還 -ホステージ-（中國藍盔）（2018年）